# قلعه قهقهه
قلعه قهقهه سازه‌ای است که در ۸۵ کیلومتری شمال شرقی شهرستان مشکین شهر قرار دارد. قهقهه در بخش مرادلو ارشق، ما بین روستای کنچوبه و قره آغاج کلان از توابع مشکین‌شهر واقع شده‌است.
این دژ محل زندانی شدن افراد سیاسی مهمی مانند شاهزادگان صفوی بوده‌است. قهقهه از لحاظ لغوی به معنای آواز بلند در خنده و همچنین به معنای آواز کبک است.  این بنا در ۷ مهر ۱۳۸۱ تحت شماره ۶۱۹۲ در فهرست آثار ملی به ثبت رسیده‌است.

## پیشینه و موقعیت دژ
طبق تحقیقات باستان‌شناسی به عمل آمده استقرار در این قلعه به دوران قبل از اسلام می‌رسد. در زمان بابک و صفویه از اهمیت بسزایی برخوردار بوده و سال‌ها به عنوان خزانه سلطنتی و مهم‌ترین زندان مورد استفاده قرار گرفته‌است.
این قلعه در تپه‌سنگی به ارتفاع تقریبی ۳۰۰ متر از زمین‌های اطراف قرار داشته و اطراف آن را با حصار مستحکم و غیرقابل نفوذ احداث نموده‌اند که با گذشت سالیان دراز هم‌اکنون نیز ورود به آن تقریباً غیرممکن بوده و فقط در شرایط جوی مناسب امکان‌پذیر است سطح قلعه حدود ۵ هکتار (۱۰۰×۵۰۰) و اختلاف سطح در سطح فوقانی قلعه کمتر از ۳۰ متر است.
تنها راه استحصال آب در این دژ، تجمع آب‌های سطحی حاصل از باران و برف است که دژبانان یا ساکنان برای ذخیره آب حفره‌هایی در دل سنگ کنده‌اند که از آن جمله تعداد چهار مخزن به قطر ۵ متر و به عمق … متر در قسمت شمال شرقی و تعداد ۱۱ آب انبار به ابعاد ۵۰×۱۰×۲٫۵ در قسمت غربی قلعه از آن جمله‌اند.
بلندترین بخش دژ قسمت جنوبی آن است. آثاری در این قسمت دیده می‌شود که حکایت از وجود یک ساختمان ۲۲×۲۴ متری دارد که هم‌اکنون با خاک یکسان شده و به احتمال قوی جایگاه کوتوال بوده‌است؛ چرا که این قسمت به‌طور کامل به قلعه و دره‌های همجوار اشراف دارد. این ساختمان با ملات گچ آهک و آجر ساخته شده بوده‌است.
این دژ شامل سه دیوار یا سه حصار متداخل است و از حصار چهارم به عنوان زندان استفاده می‌شده‌است. تنها مسیر صعود به قلعه از مسیر شمال شرقی است که پس از حدود یک ساعت پیمایش مسیر می‌توان به ورودی قلعه رسید. این ورودی، راهرویی با طاق جناقی است که از سنگ و آجر ساخته شده و از آن به محوطهٔ قلعه راه وجود دارد. زندان دژ در منتهی‌الیه قسمت شرقی قلعه واقع شده و راه ورودی آن حفره‌ای طبیعی است که در دل تخته سنگی عظیم و قطور وجود دارد و با قرار دادن سنگی دیگر در مقابل آن، همچون درب، زندان را محصور می‌کردند. ۳ قسمت فضای زندان به پرتگاه و به‌سوی دره‌ای ۸۰ متری است.

## دژ قهقهه در زمان صفویان
قلعه قهقهه با وجود امکانات طبیعی و اندکی تغییر به دست بشر، دژی مستحکم و دست نیافتنی و محلی امن جهت نگهداری خزاین و جواهرات سلطنتی و شورشیان خطرناک و زندانیان سیاسی بوده‌است. اسکندر بیگ مؤلف کتاب عالم آرای عباسی می‌نویسد: قهقهه قلعه‌ای عالی است واقع در قراچه‌داغ بر فراز قله کوه سنگی است که ساکنین آن با قلعه فلک‌الافلاک و نگهبانان آن با شب‌زنده‌داران فلک الافلاک همرازند.
همچنین محمد یوسف واله اصفهانی مؤلف کتاب خلد برین چنین می‌نویسد: نسیم سبک خیز را مجال عبور از حوالی قلعه قهقهه نیست.

## زندانیان دژ قهقهه
مهمترین زندانی قلعه فوق القاس میرزا برادر شاه تهماسب یکم صفوی است. وی پسر شاه اسماعیل یکم و برادر شاه طهماسب است.وی بدلیل شورش به برادر خود و پناهندگی به سلطان سلیمان دستگیر و پس از تحمل شکنجه‌های سخت و طاقت فرسا اعدام می شود.از دیگر زندانیان مشهور دژ، خان احمد خان امیر گیلان بود که در سال ۹۷۵ ق. بر اثر شورش دستگیر و در زندان قهقهه زندانی شد ولی چون والی گیلان بود شعری سروده و تسلیم شاه تهماسب کرد.
| از گردش چرخ واژگون می‌گریم      |  | و از جور زمانه بین که چون می‌گریم |
| با قد خمیده چون صراحی شب و روز |  | در قهقهه‌ام و لیک خون می‌گریم      |

و در جواب یکی از ادبای دربار می‌نویسد:
| آن روز که کارت همگی قهقهه بود   |  | با رای تو رای سلطنت صد مهه بود   |
| امروز در این قهقهه با گریه بساز |  | کان قهقهه را نتیجه این قهقهه بود |

در سال ۹۲۲ هجری قمری امیرخان موصلوی ترکمان حاکم تبریز که به شاه محمد خدابنده شوریده بود دستگیر و در زندان قهقهه زندانی شد و پادشاه صفوی آخرین خواستهٔ او را اجابت کرده و معشوقه‌اش بی نظیر را همراه وی روانه زندان کرد و تا واپسین لحظات عمر را در آن زندان سپری کرد. مراد پاشای رومی و احمد پاشا دو تن از سرداران نظامی عثمانی از دیگر زندانیان قلعه قهقهه می‌باشند.
همچنین در سال ۹۴۰ خ. (۹۶۹ ق) سام میرزا از شاه تهماسب یکم خواست که او را به خراسان بفرستد. شاه نیز موافقت کرد. اما بعد به تحریک مغرضان پشیمان شد و سام میرزا را با دو پسر خردسالش به دژ قهقهه فرستاد. سرانجام در سال ۹۴۵ (۹۷۴ ق) به دستور شاه تهماسب، سام میرزا و پسرانش را به همراه پسران القاس میرزا که در آن دژ بودند، به قتل رساندند.
در سال ۱۰۱۸ هجری قمری در ۲۴ سال سلطنت شاه عباس زندانیان زندان با استفاده از فرصت، نگهبان را کشته و زندان را به تصرف خود درآورده و این زندانیان که بیشتر از کردها و عثمانی‌ها بودند و بزرگ آن‌ها مصطفی پاشا و احمد پاشا و کورحسن بودند به مدت دو ماه زندان را در تصرف خود داشتند تا با میانجیگری خواجه مقصود علی با اعلام عفو و وعده، شورش را خوابانید و قلعه را به تصرف خود درآورد.

## نگارخانه

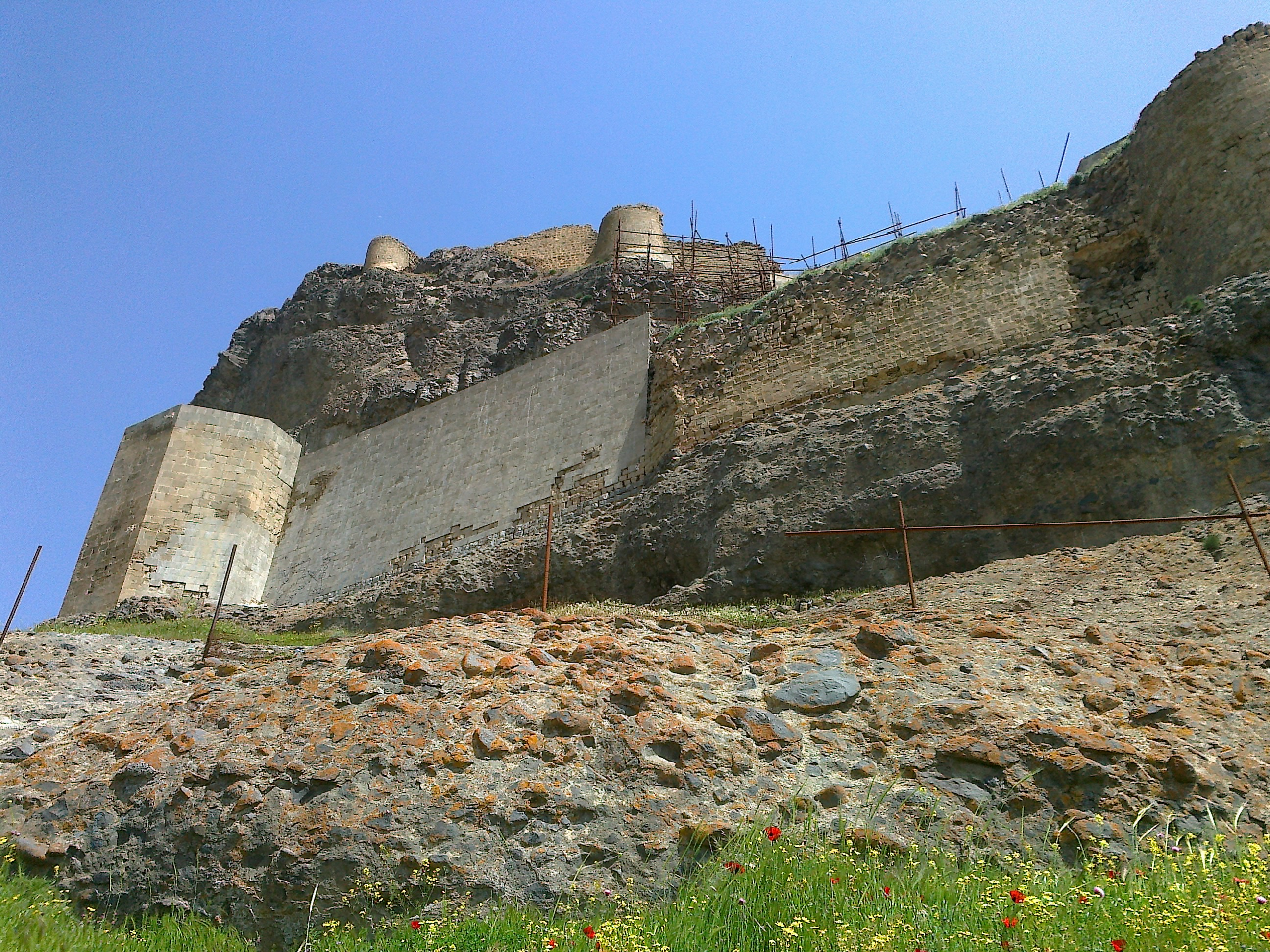
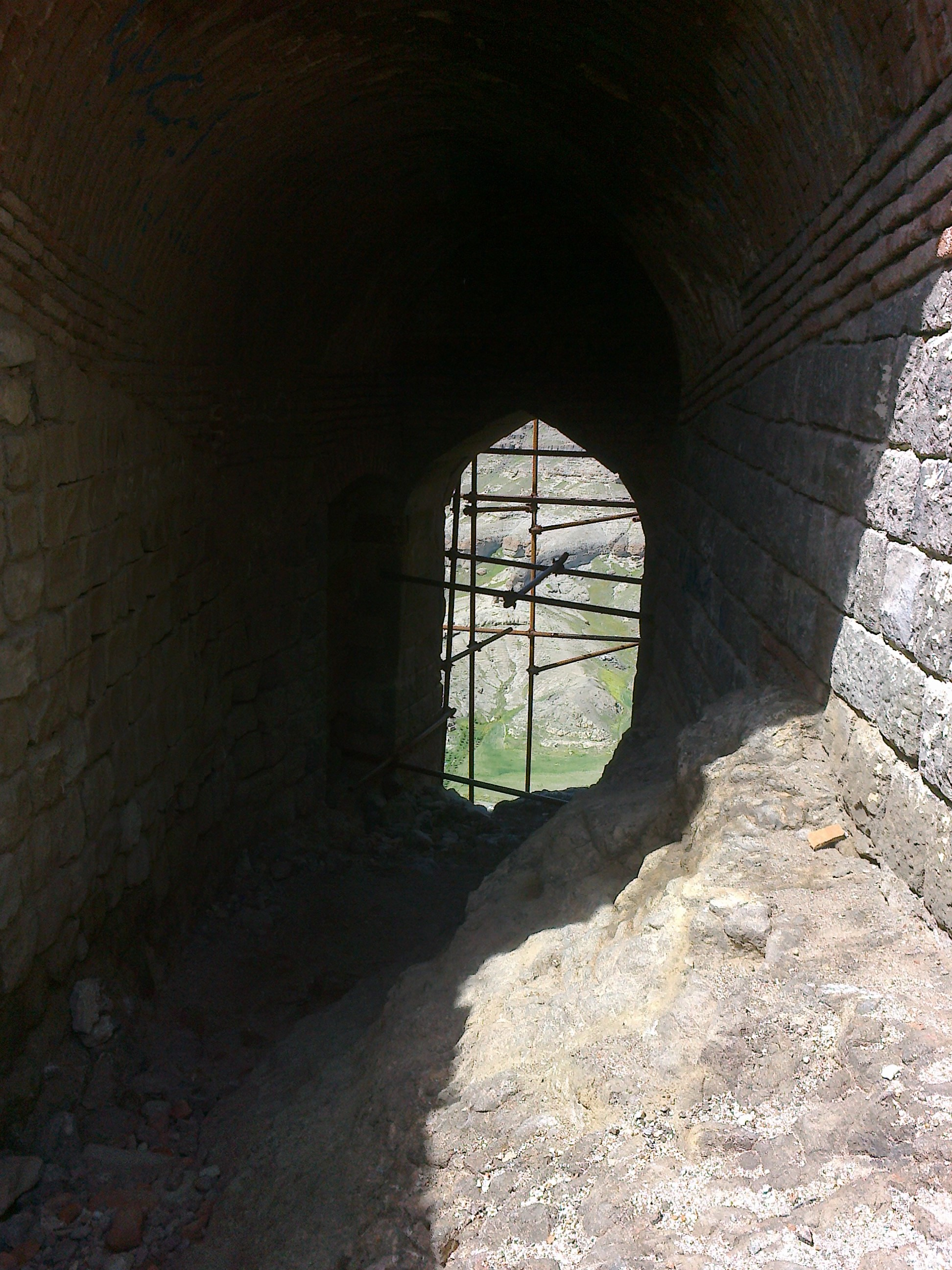
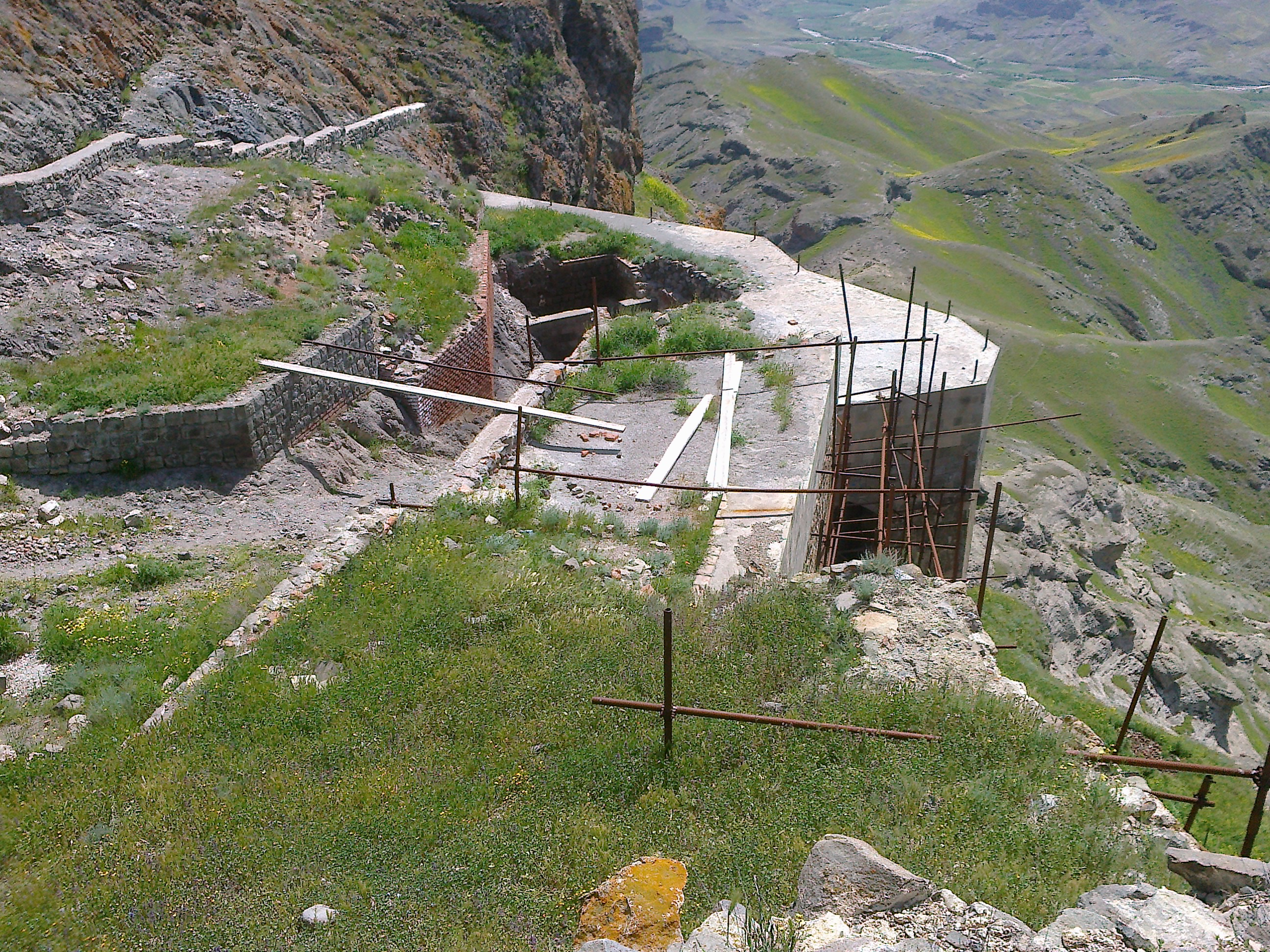
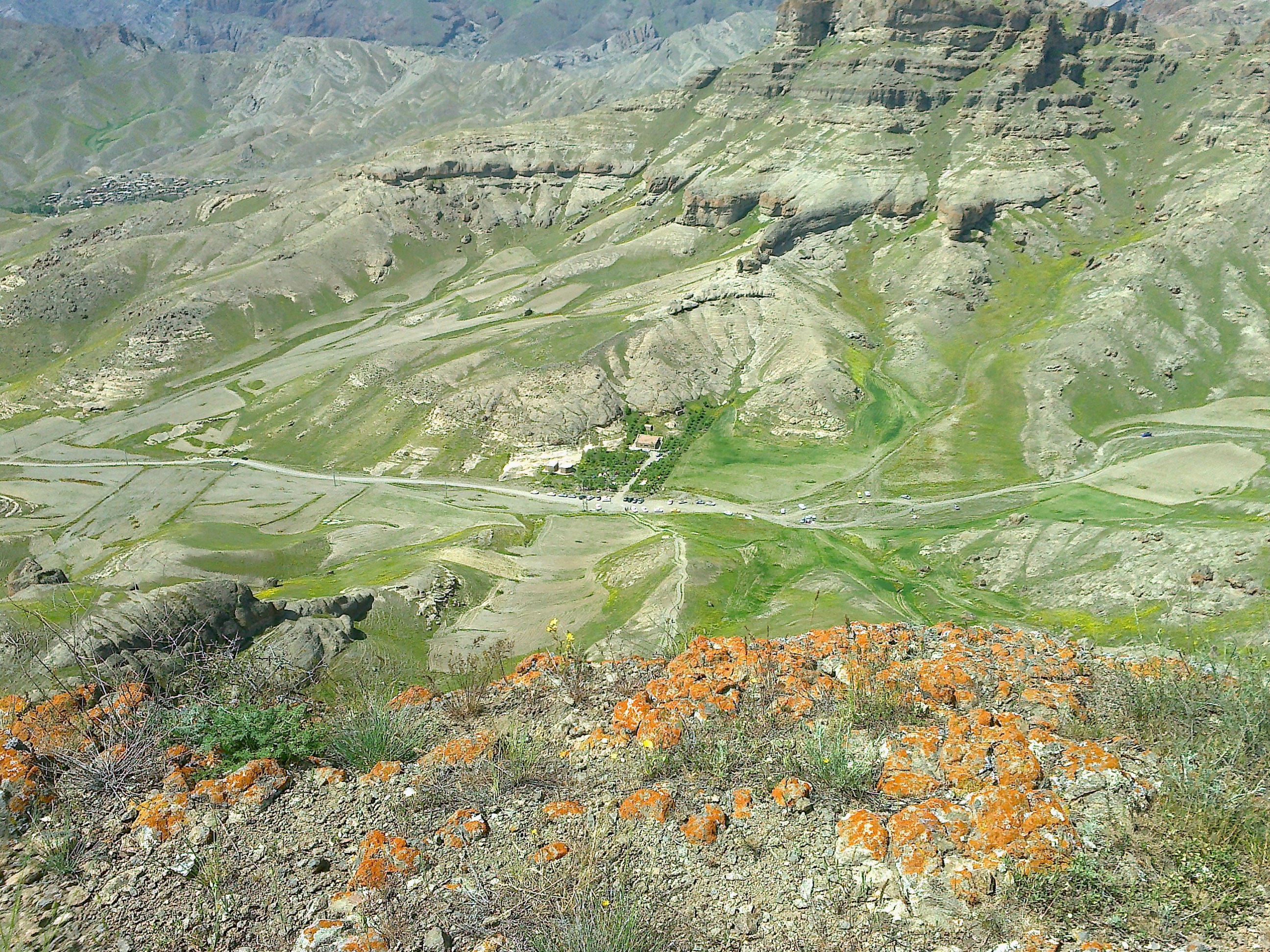
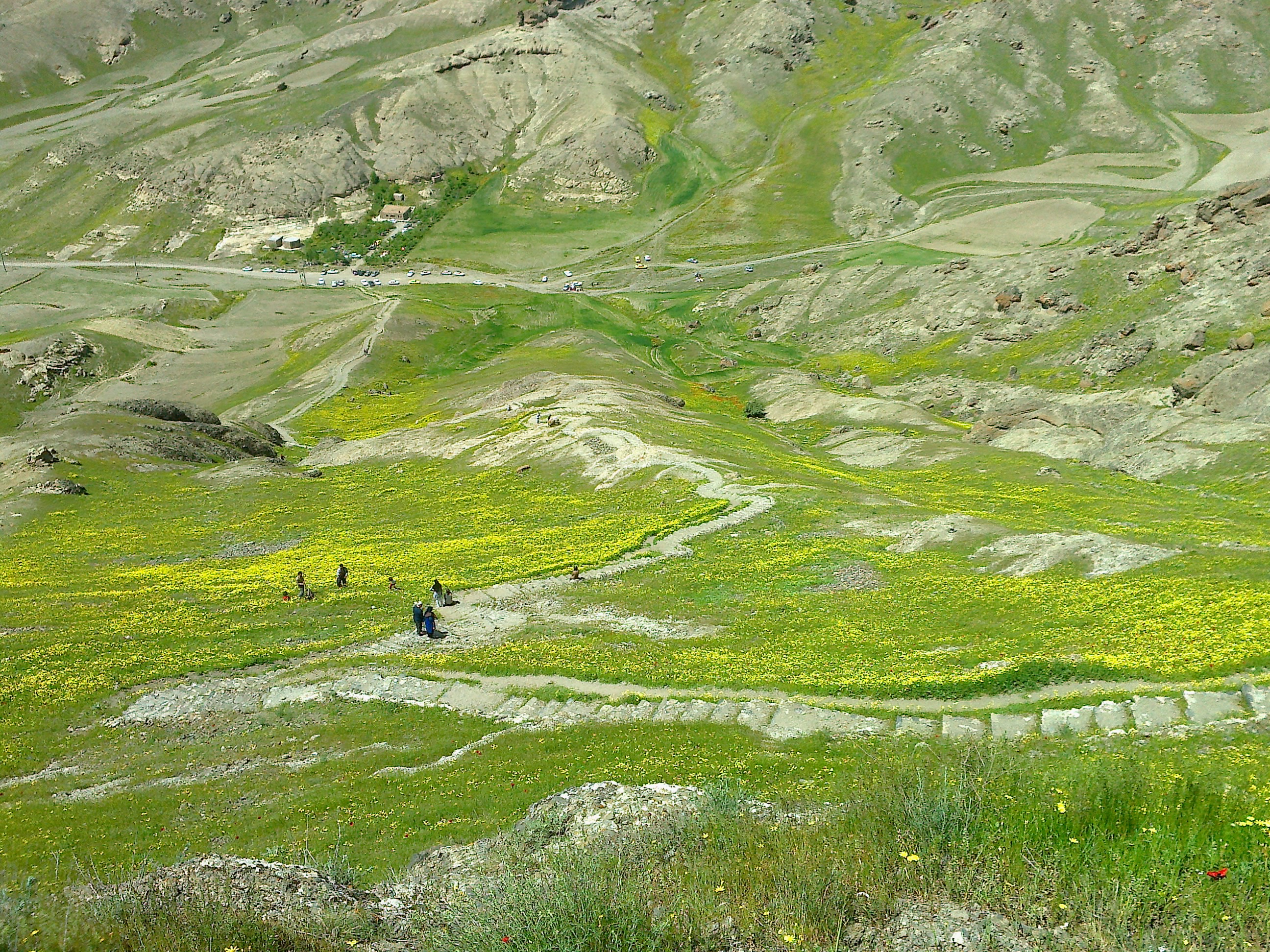
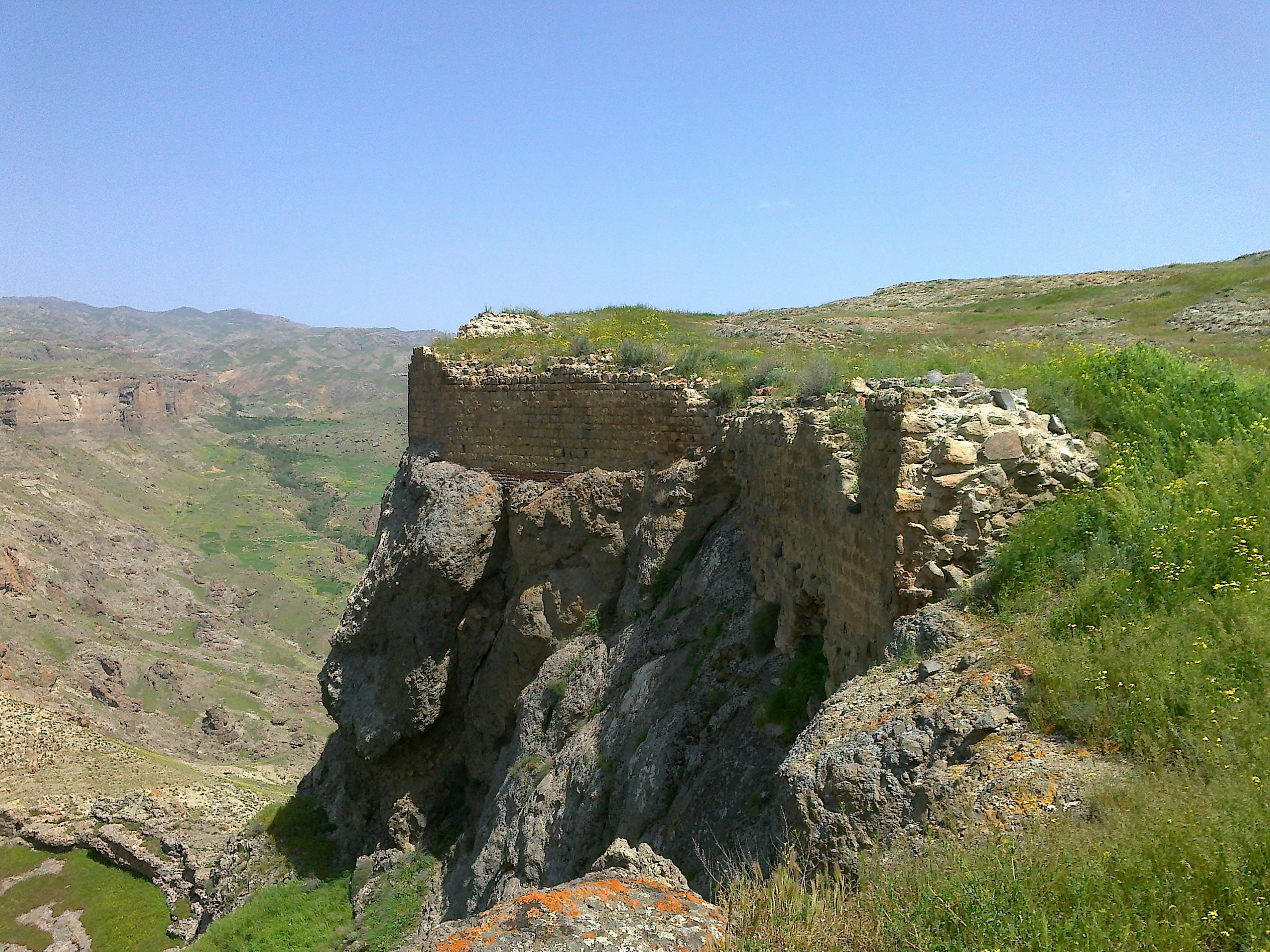
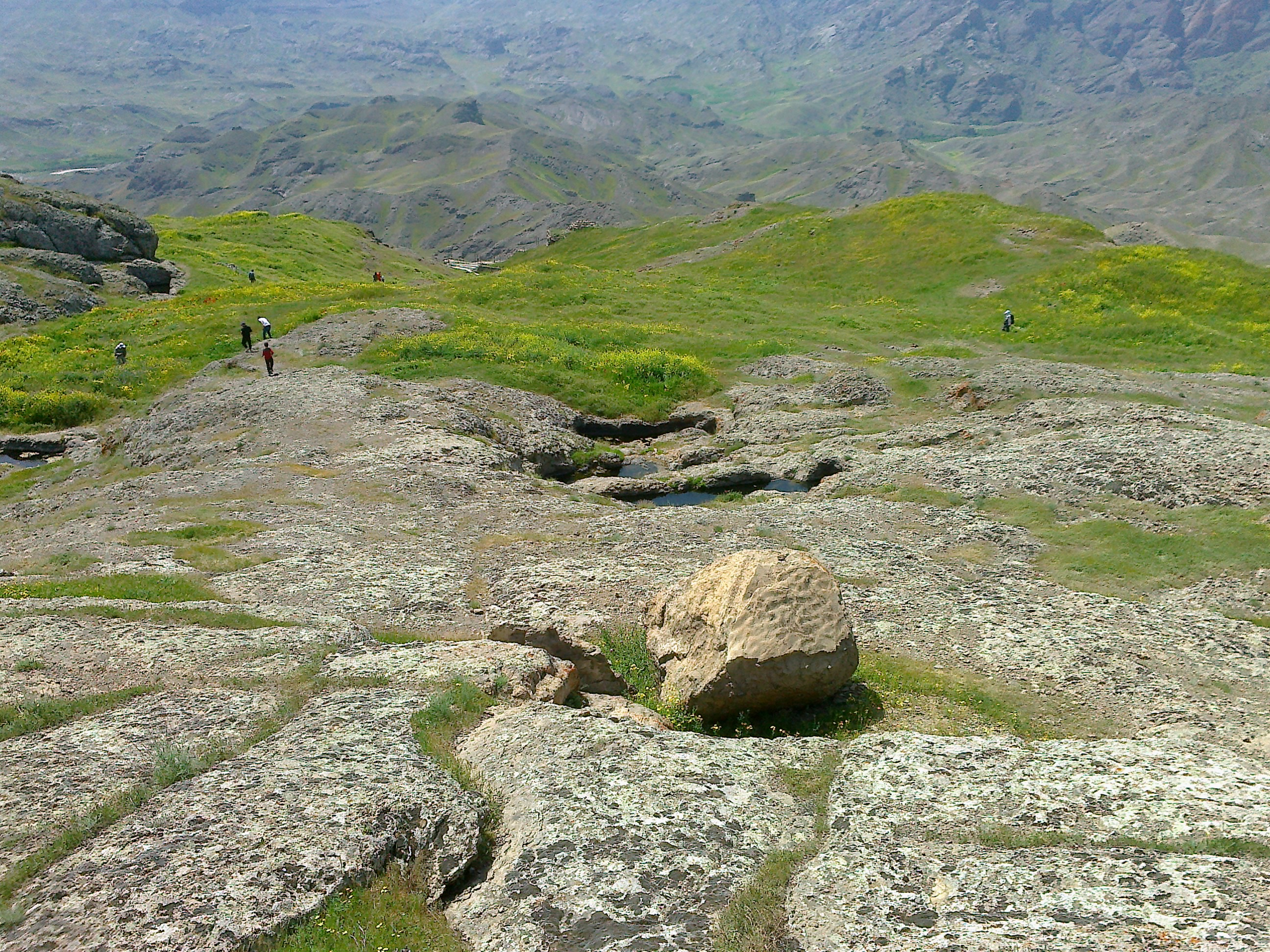
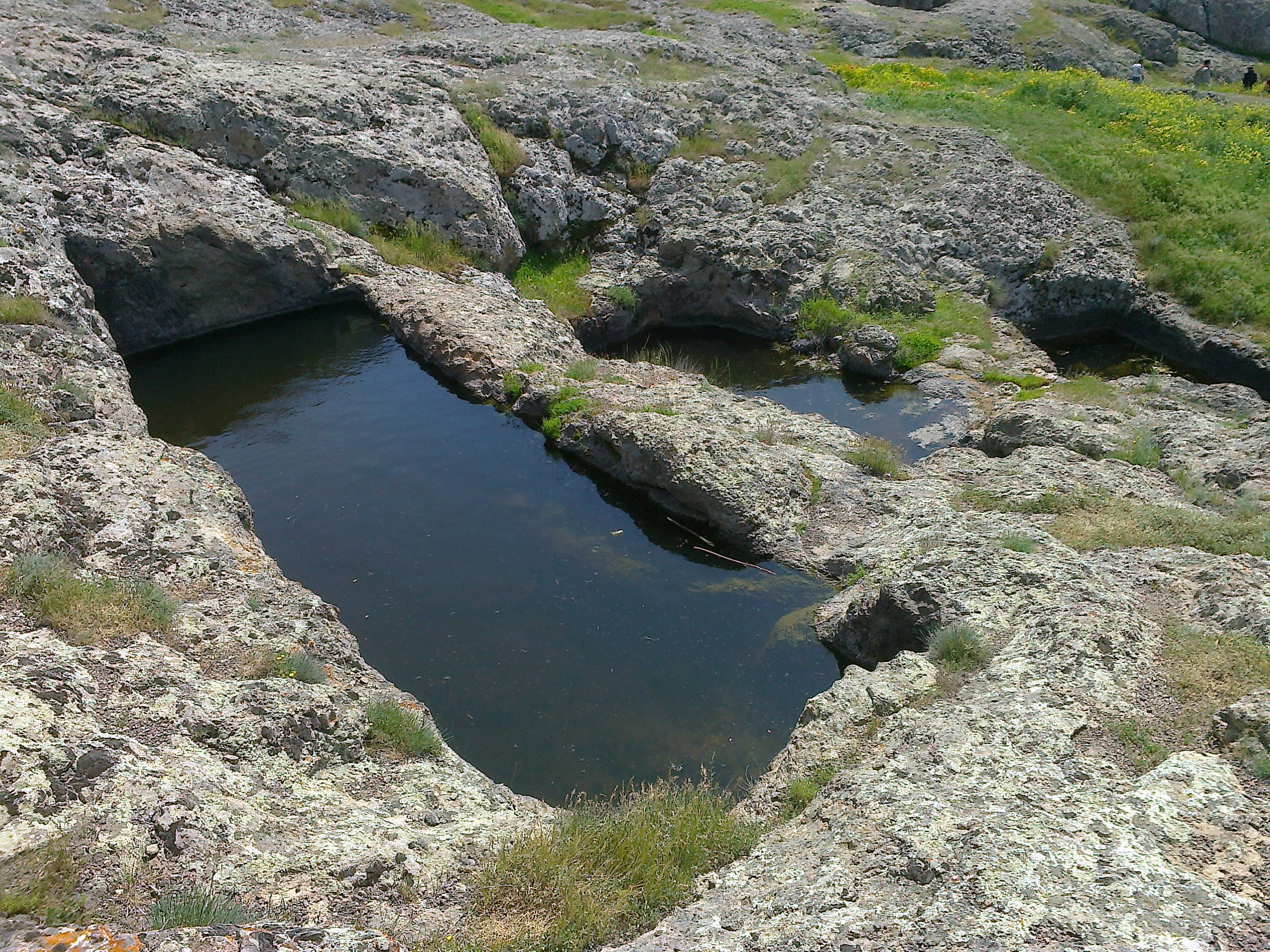
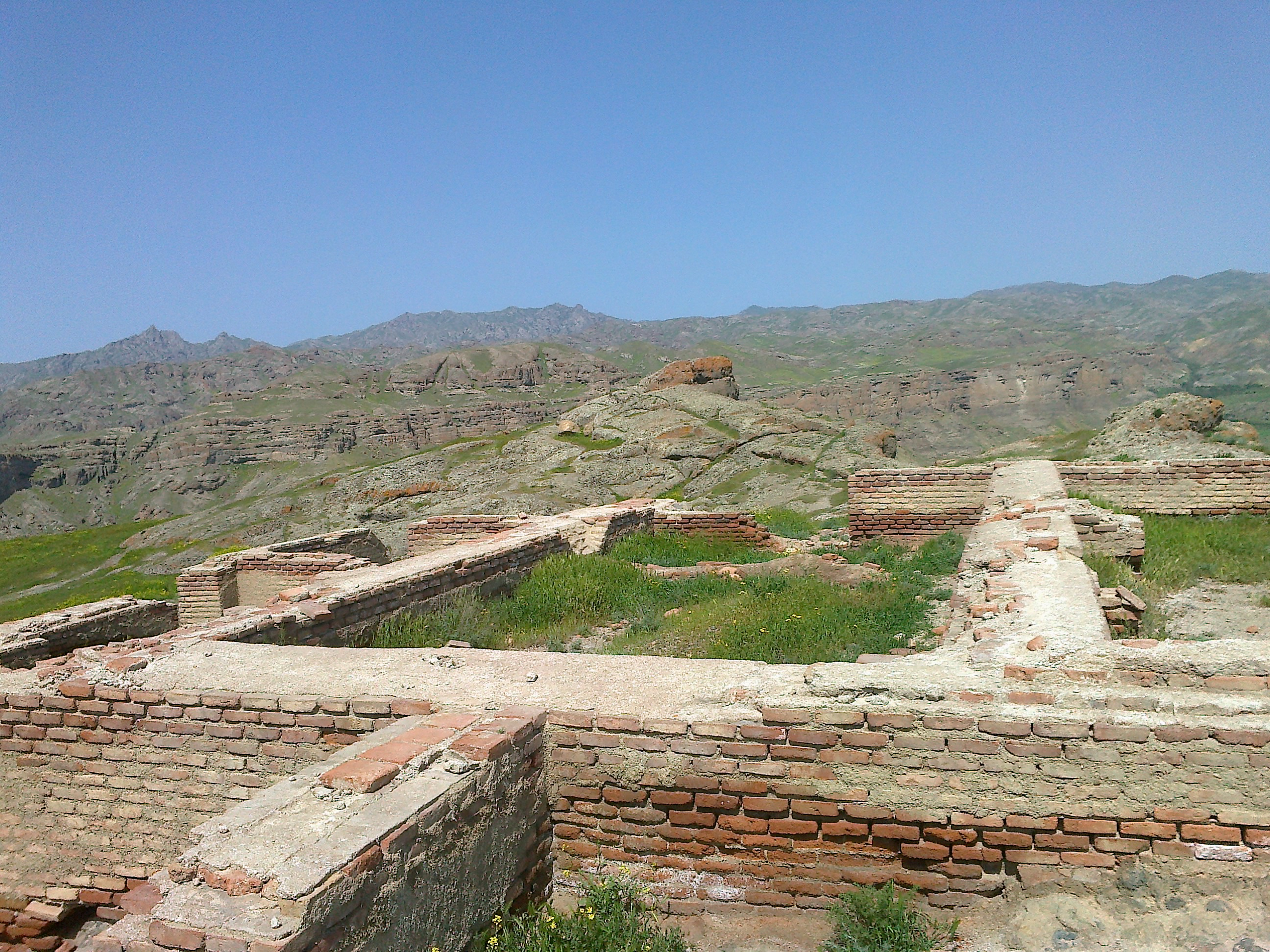
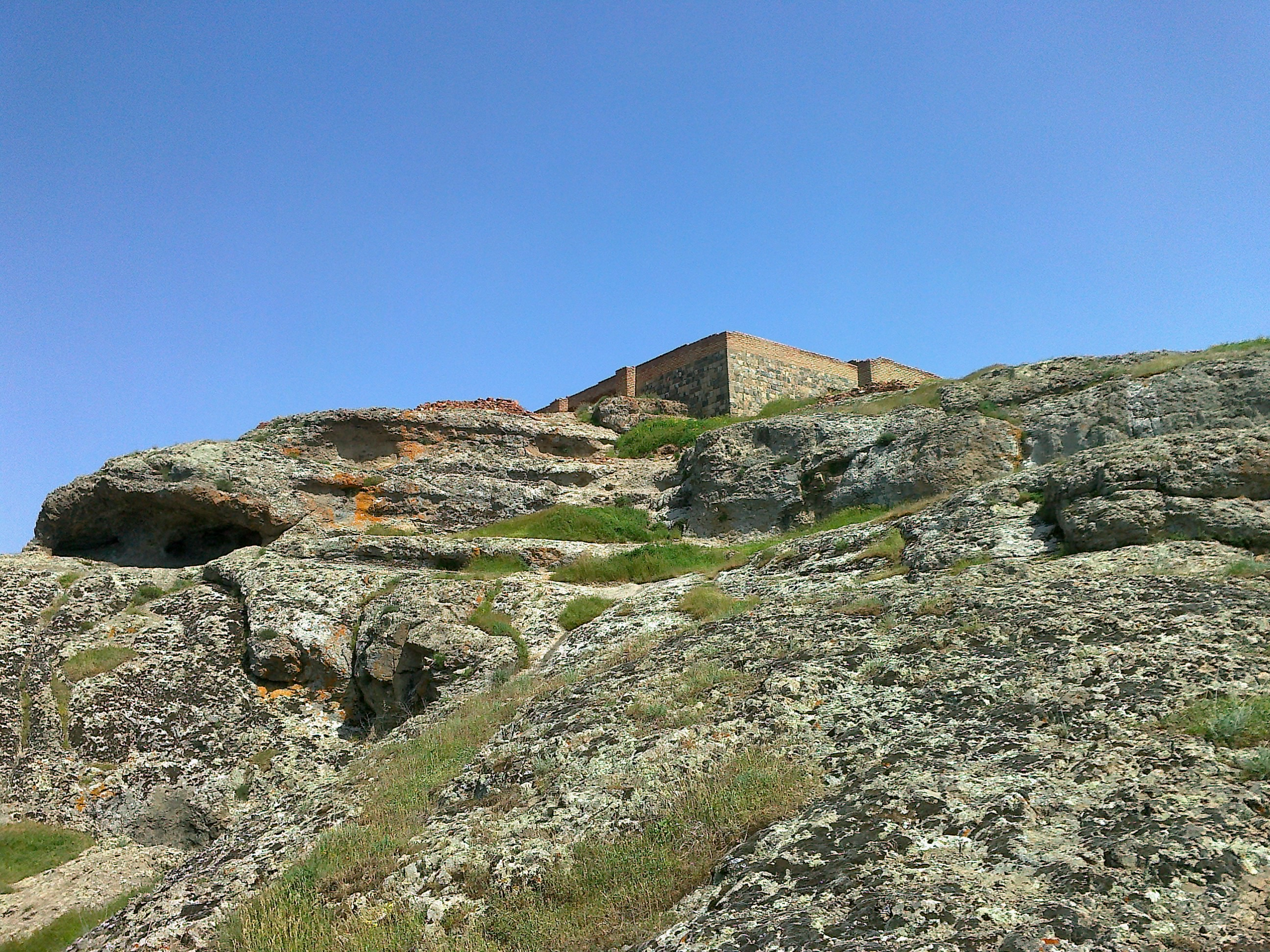
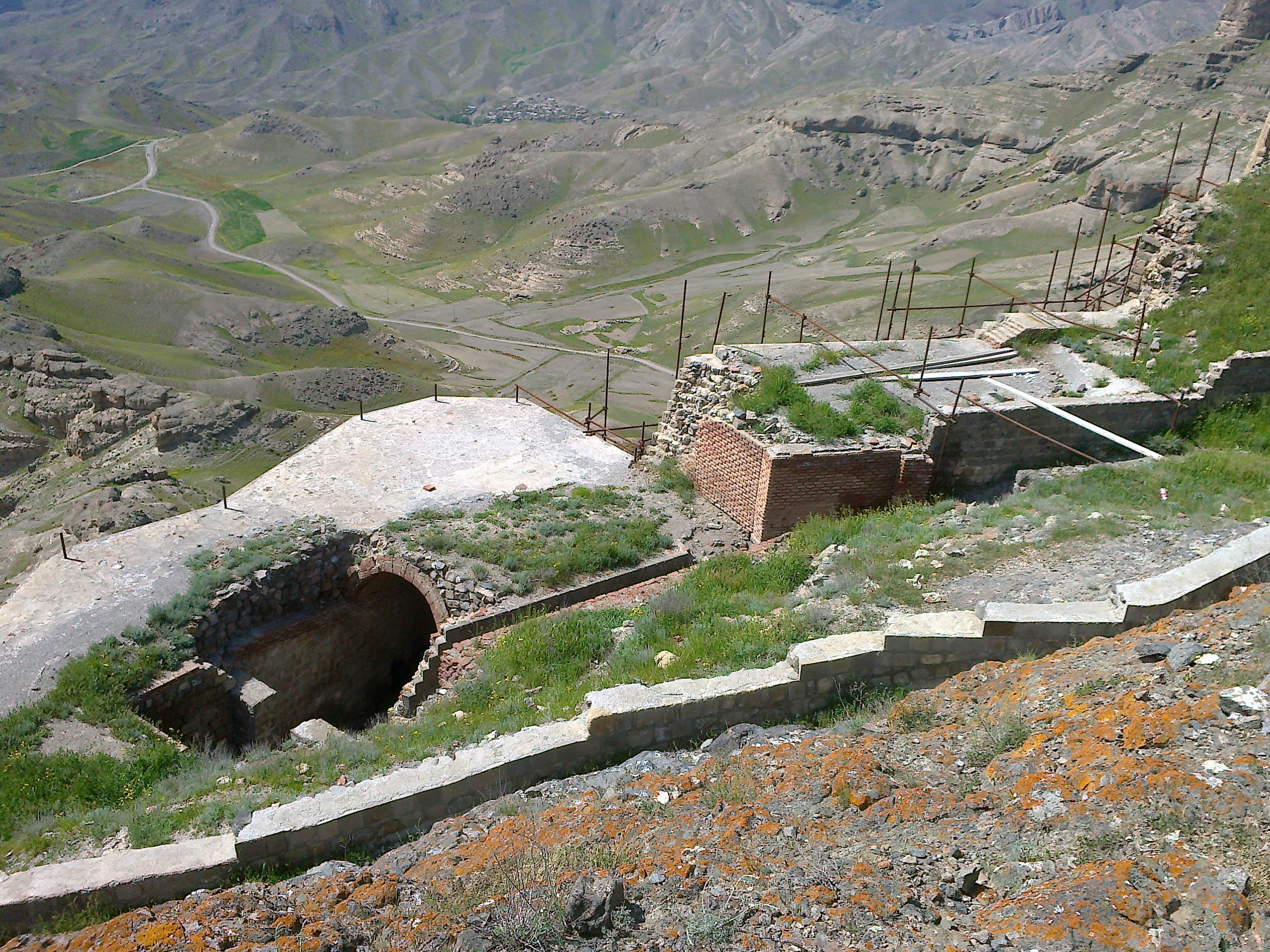
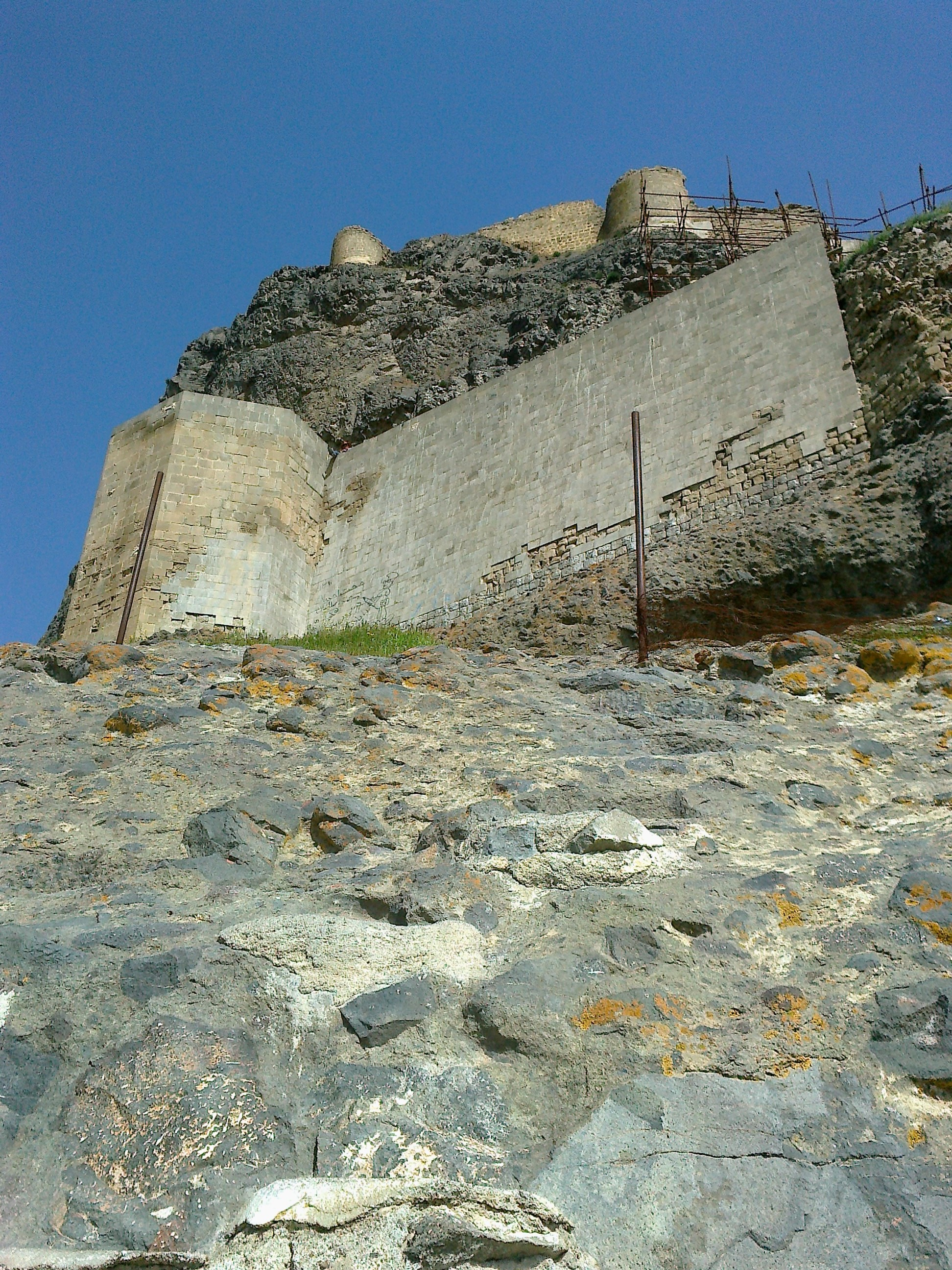
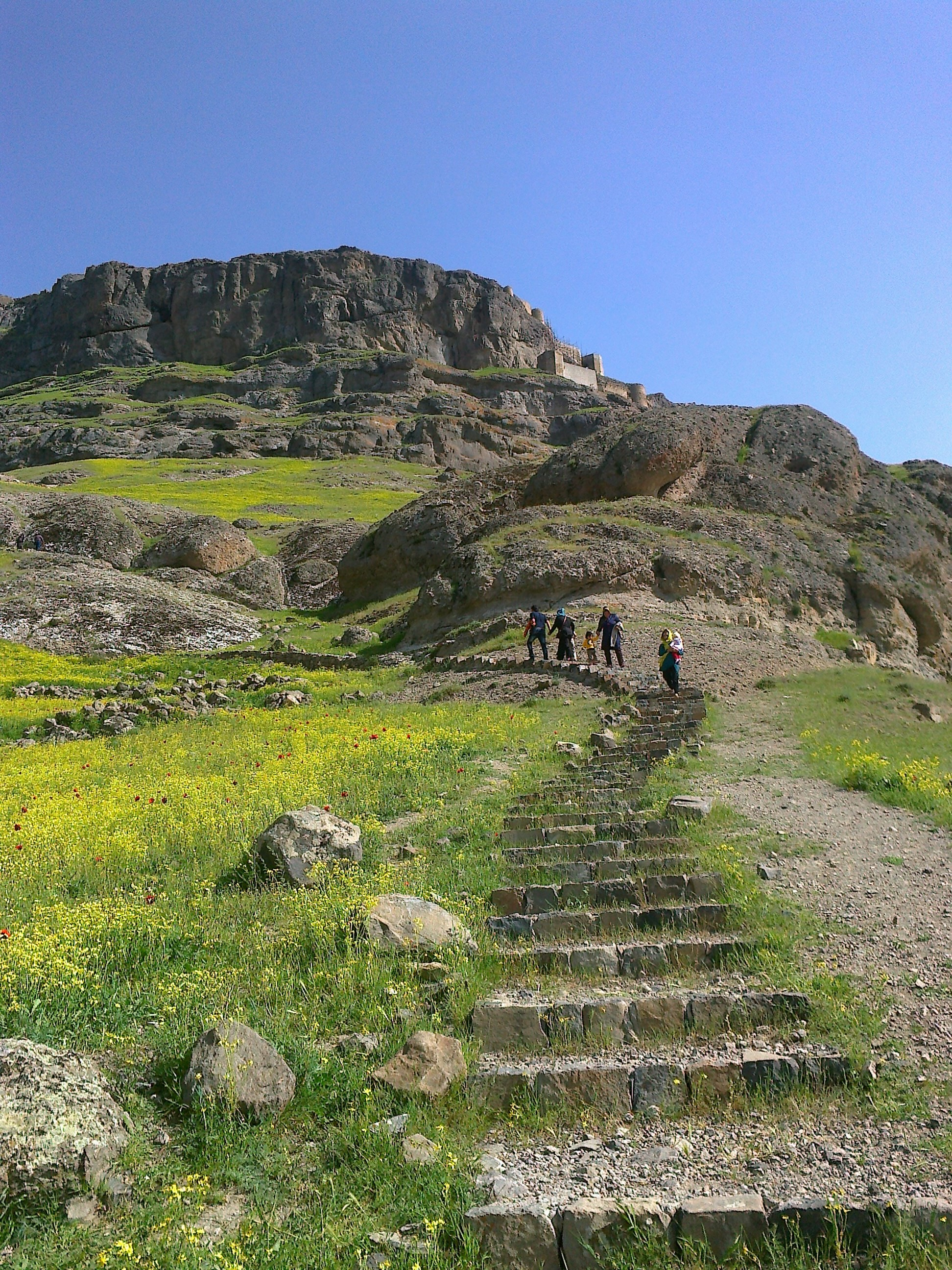